# Judensau

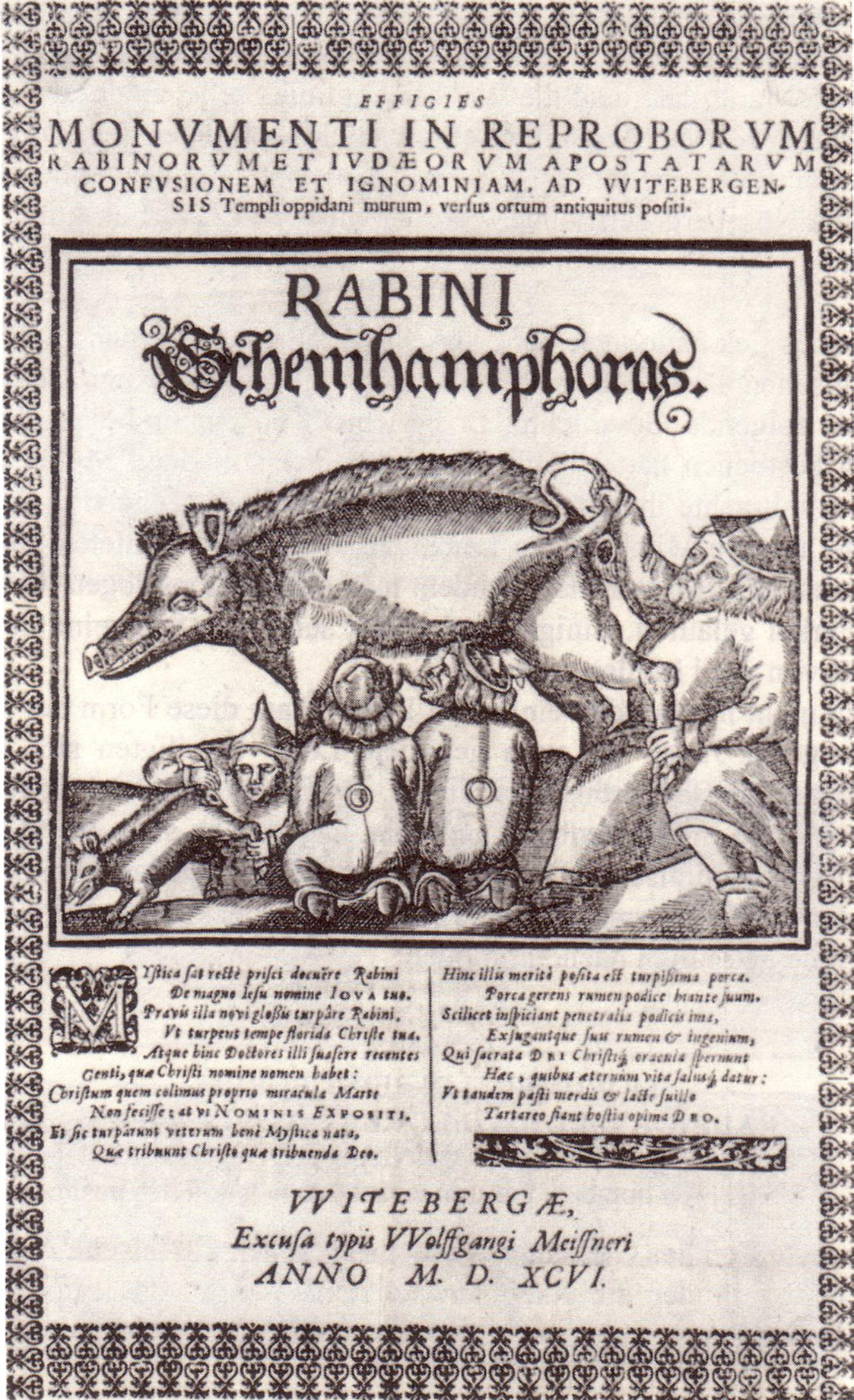
Witenberska Judensau, Wolfgang Meissner 1546.

Judensau (niem. żydowska maciora) – antysemickie, poniżające i dehumanizujące przedstawienie Żydów, które pojawiło się ok. XIII wieku w Niemczech i niektórych innych krajach europejskich. Jego popularność trwała przez ponad 600 lat, wizerunek ten został także wykorzystany przez propagandę nazistowską. Żydzi portretowani byli najczęściej w obscenicznych kontaktach z nieczystymi (w judaizmie) zwierzętami, takimi jak świnie, sowy, reprezentującymi diabła. Wizerunki takie pojawiały się w katedrach i kościołach na sklepieniach, kolumnach, a nawet przyborach kuchennych, akwafortach, itp.
Rzeźby przedstawiające Judensau znajdują się w niektórych kościołach (m.in. w archikatedrze gnieźnieńskiej) do dziś. Większość z nich opatrzona jest odpowiednim opisem i komentarzem. 
- Aarschot (Kościół Notre Dame)
- Bazylea (katedra)
- Brandenburg an der Havel (katedra)
- Cadolzburg
- Colmar (katedra św. Marcina)
- Eberswalde
- Erfurt (katedra)
- Heilsbronn (katedra)
- Kolonia (katedra)
- Lemgo (St Marien)
- Magdeburg (katedra)
- Metz (katedra)
- Norymberga (kościół św. Sebaldusa)
- Ratyzbona (katedra)
- Remagen (brama)
- Uppsala (katedra)
- Wiener Neustadt
- Wimpfen (kościół św. Piotra)
- Wittenberga (kościół)

- Xanten (katedra)
- Zerbst/Anhalt (kościół św. Mikołaja)